# 萊雷什蒂鄉
45°20′N 25°04′E / 45.333°N 25.067°E
萊雷什蒂鄉（羅馬尼亞語：Comuna Lerești, Argeș），是羅馬尼亞的鄉份，位於該國中南部，由阿爾傑什縣負責管轄，面積140平方公里，海拔高度687米，2007年人口4,898，人口密度每平方公里35人。